# En håndsrækning
En håndsrækning er en dansk dokumentarfilm fra 1963, der er instrueret af Nicolai Lichtenberg.

## Handling
En redegørelse for det arbejde, der i dag gøres på julemærkehjemmene, hvor man tager sig af børn, der af en eller anden grund har behov for at komme lidt væk fra deres sædvanlige omgivelser.